# Kriosfera
Kriosfera – część hydrosfery, obejmująca wody w postaci niezanikającego lodu lodowcowego, morskiego i gruntowego.